# Lindholmiola girva
Lindholmiola girva is een slakkensoort uit de familie van de Helicodontidae. De wetenschappelijke naam van de soort is voor het eerst geldig gepubliceerd in 1835 door Frivaldsky.